# Iglesia de la Inmaculada Concepción (Caucasia)
La Iglesia de la Inmaculada Concepción es un templo colombiano de culto católico, dedicado a la Virgen María bajo la advocación de Inmaculada Concepción, está localizado a orillas del río Cauca del municipio de Caucasia (Antioquia), y pertenece a la jurisdicción eclesiástica de la Diócesis de Santa Rosa de Osos. El edificio es de estilo ecléctico, de planta rectangular y su interior está dividido en tres naves.

## Reseña histórica
El Obispo Miguel Ángel Builes impulsó la construcción del primer templo, el cual se inició en 1918 en un terreno cuya dimensión fue de veinte varas, catorce de latitud, cinco tapias y media de altura con techo de teja con tres puertas principales, cuatro ventanas grandes con simetría. 
El esfuerzo de los caucasianos por tener su primera parroquia en piedra se hizo necesario; con el paso del tiempo se realizaban varios esfuerzos siempre orando y a escuchar la palabra para que esta obra arquitectónica tuviera prestigio pueblerino de aquel entonces, continuando su construcción ya para 1928 y finalizando este año la obra estaba en la mitad. Le correspondió continuar la construcción al Párroco José Dolores, quien estuvo al frente de la Parroquia durante diez años; por esos años la población estaba calculada entre los 1.000 a 1.500 personas.
Del primer templo se sabe que quedaba a poca distancia del actual.
Con la llegada de este nuevo párroco en 1928 se modificaron las naves y arcos internos, más amplios y hermosos, suficiente para albergar la creciente población que cada año aumentaba en Caucasia.
Para el año 2012 en sus 70 años,se realiza un cambio en el frontis, dándole un carácter más ambiguo,lo mismo en las naves que fueron pintadas acabalidad.
- Datos: Q5912429